# Mouchův mlýn

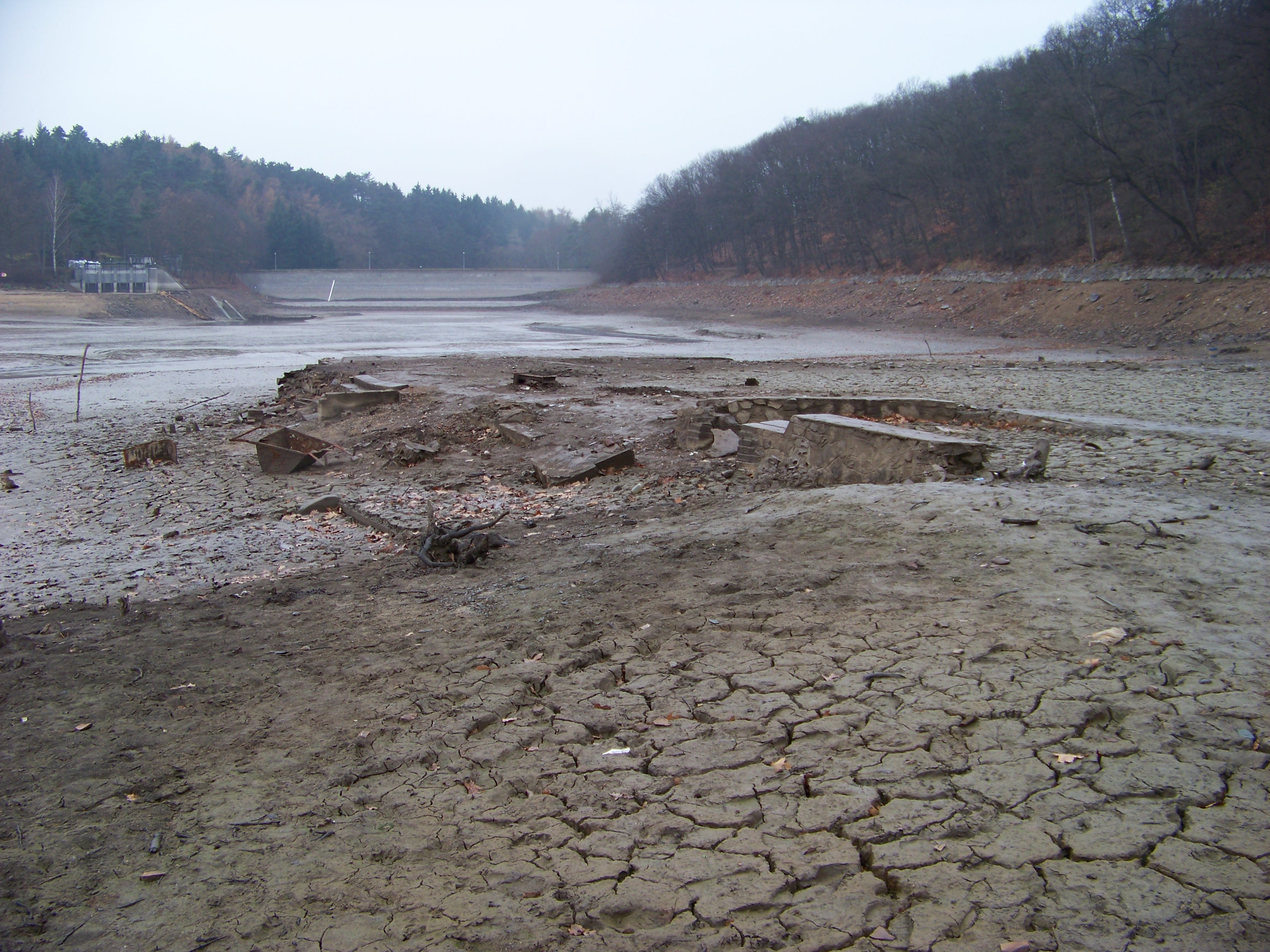
Zbytky Mouchova mlýna, listopad 2010

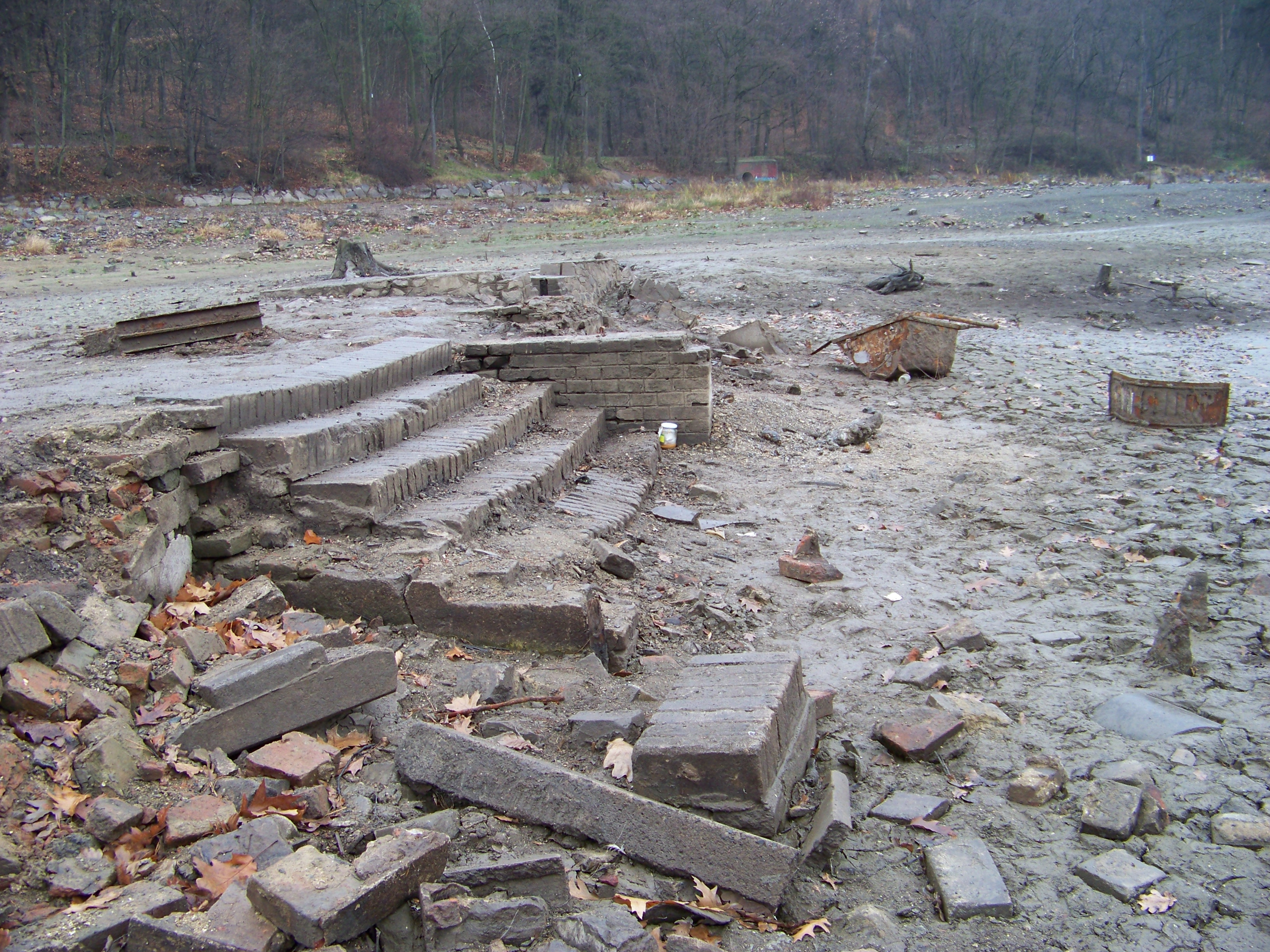
Vstupní schodiště, listopad 2010

Mouchův mlýn na Botiči na někdejší samotě v bývalém Petrovickém údolí v Hostivaři, č. p. 49, byl jedinou budovou, kterou zatopila v letech 1962–1964 napouštěná Hostivařská přehrada. Dům byl při výstavbě přehrady zbořen a základy budovy a pařezy stromořadí podél někdejšího náhonu zůstaly pod hladinou a nejsou viditelné ani při běžném zimním snížení hladiny; znovu se ocitly na vzduchu při úplném vypuštění nádrže v rámci revitalizace a odbahňování v roce 2010.

## Historie
První písemná zpráva o mlýnu pochází z roku 1734, rod Mouchů zde byl doložen roku 1739-1803.  Do pozemkových knih bylo v lednu roku 1734 zapsáno, že „pan Jan Truhlařík na jednom k obci hostivařské patřícím místě z gruntu nový mlejnek jest vystavěl a nyní je mu tento již dokonale vystavěný mlejn zapisován.“ Šlo o třetí mlýn na území Hostivaře.  Mouchův mlýn býval jedním z asi 30 mlýnů, které využívaly vodní sílu Botiče, původně Vinného potoka.
Koncem 19. století objekt mlýna fungoval jako výletní restaurace; již v roce 1906 uvažovalo město Praha v souvislosti s plánováním výstavby hostivařské nádrže o odkoupení Mouchova mlýna. V roce 1916 ho architekt Bohumil Hübschmann přestavěl na vilu.